# 夏德蘭 (印地安納州)
夏德蘭（英語：Shadeland）是一個位於美國印地安納州蒂珀卡努縣的城鎮。

## 人口
根據2010年美國人口普查的數據，夏德蘭的面積為70.79平方千米，當中陸地面積為70.21平方千米，而水域面積為0.58平方千米。當地共有人口1,610人，而人口密度為每平方千米23人。